# Antepione arcasaria
Antepione arcasaria là một loài bướm đêm trong họ Geometridae.